# Добринка (Омская область)
Добринка — исчезнувшая деревня в Исилькульском районе Омской области. Располагалась на территории современного Украинского сельского поселения. Точная дата упразднения не установлена.

## География
Располагалась на озере Кожаргат в 5 км к западу от деревни Ночка.

## История
Основана в 1913 г. В 1928 г. посёлок Добрынка состоял из 41 хозяйства. В составе Кромского сельсовета Исилькульского района Омского округа Сибирского края.

## Население
По переписи 1926 г. в посёлке проживало 229 человек (113 мужчин и 116 женщин), основное население — русские